# Premier League Malti 1988-1989
L'edizione 1988-1989 della Premier League maltese è stata la settantaquattresima edizione della massima serie del campionato maltese di calcio. Il titolo è stato vinto dallo Sliema Wanderers, tornati al successo nella competizione dopo tredici anni.

## Classifica
|   | Classifica       | G  | V  | N | P  | GF | GS | Dif | Pt |
| - | ---------------- | -- | -- | - | -- | -- | -- | --- | -- |
| 1 | Sliema Wanderers | 16 | 11 | 4 | 1  | 32 | 16 | +16 | 26 |
| 2 | Valletta         | 16 | 9  | 5 | 2  | 24 | 9  | +15 | 23 |
| 3 | Ħamrun Spartans  | 16 | 8  | 4 | 4  | 31 | 15 | +16 | 20 |
| 4 | Floriana         | 16 | 6  | 6 | 4  | 20 | 15 | +5  | 23 |
| 5 | Zurrieq          | 16 | 5  | 4 | 7  | 14 | 21 | -7  | 14 |
| 6 | Naxxar Lions     | 16 | 3  | 6 | 7  | 10 | 22 | -12 | 12 |
| 7 | Hibernians       | 16 | 2  | 8 | 6  | 16 | 21 | -5  | 12 |
| 8 | Rabat Ajax       | 16 | 2  | 8 | 6  | 14 | 26 | -12 | 12 |
| 9 | Birkirkara       | 16 | 1  | 5 | 10 | 14 | 30 | -16 | 7  |

### Mini torneo spareggio retrocessione
|   | Classifica   | G | V | N | P | GF | GS | Dif | Pt |
| - | ------------ | - | - | - | - | -- | -- | --- | -- |
| 6 | Naxxar Lions | 2 | 1 | 1 | 0 | 4  | 3  | +1  | 3  |
| 7 | Hibernians   | 2 | 1 | 0 | 1 | 2  | 1  | +1  | 2  |
| 8 | Rabat Ajax   | 2 | 0 | 1 | 1 | 3  | 5  | -2  | 1  |

## Verdetti finali
- Sliema Wanderers Campione di Malta 1988-1989
- Rabat Ajax e Birkirkara retrocesse.